# Polîciînți, Kozeatîn
Polîciînți (în ucraineană Поличинці) este localitatea de reședință a comunei Polîciînți din raionul Kozeatîn, regiunea Vinnița, Ucraina.

## Demografie
Componența lingvistică a localității Polîciînți
     Ucraineană (100%)
Conform recensământului din 2001, toată populația localității Polîciînți era vorbitoare de ucraineană (100%).